# Wirtschaftswachstum

Weltweites Bruttoinlandsprodukt pro Kopf 1500 bis 2003

Unter Wirtschaftswachstum wird allgemein in der Wirtschaft eine Zunahme der Wirtschaftsleistung (je Staat, Region oder weltweit) im Zeitablauf verstanden. Die gängigste Messgröße ist die prozentuale Veränderung des Bruttoinlandsprodukts (BIP) im Zeitablauf als monatliche, vierteljährliche oder jährliche Wachstumsrate. Diese prozentualen Wachstumsraten berechnen sich als Quotient aus der Änderung des Inlandsprodukts und dem Wert der Vorperiode.

## Begriffe

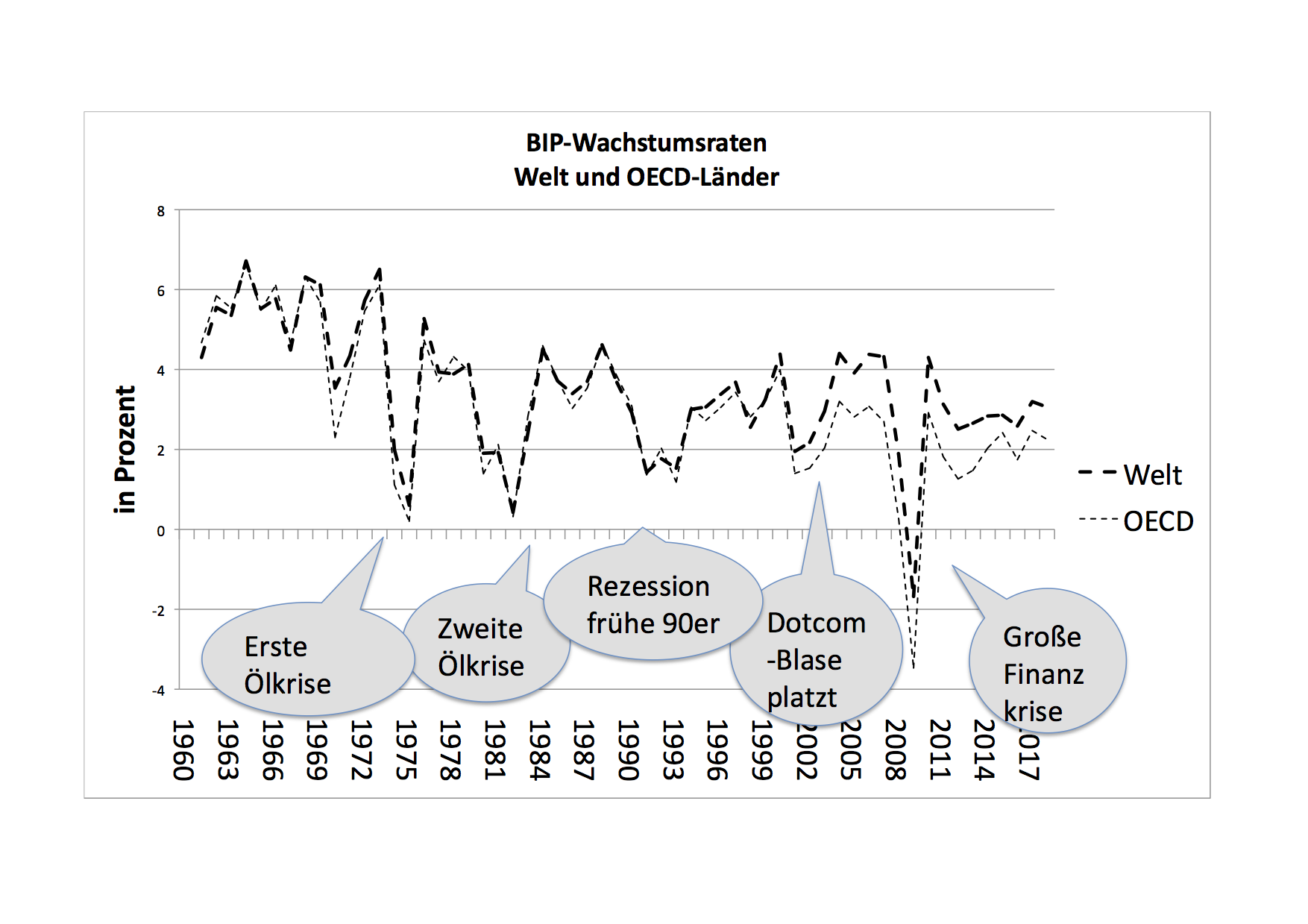
Reales Wachstum der Welt und der OECD-Staaten nach Weltbank-Daten und OECD-Daten

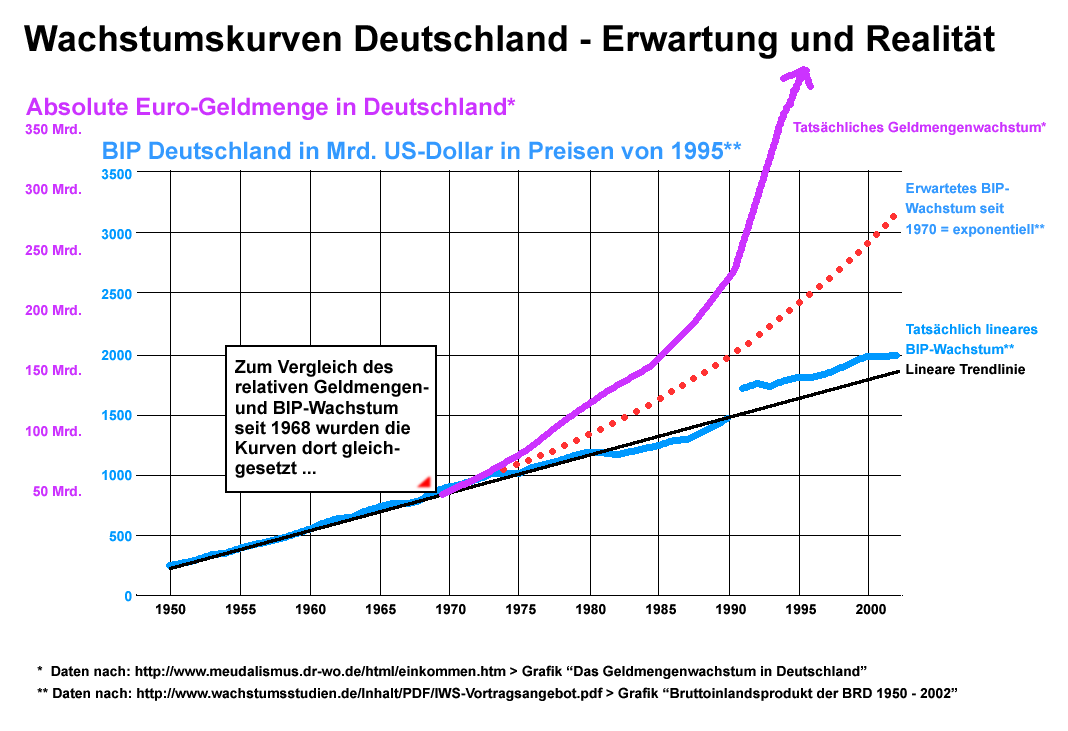
Vergleich von linearem und exponentiellem Wachstum am Beispiel Deutschland

Wirtschaftswachstum wird oftmals an der intertemporalen Entwicklung des Bruttoinlandsprodukts gemessen. Das Bruttoinlandsprodukt misst den Gesamtwert der Waren und Dienstleistungen, die innerhalb eines Jahres in einer Volkswirtschaft erbracht werden.
Verschiedene Adjektive werden genutzt, um unterschiedliche Ausprägungen des Wirtschaftswachstums zu beschreiben:
nominal vs. real
Grundsätzlich wird zwischen nominalem und realem BIP-Wachstum unterschieden. Die beiden Methoden unterscheiden sich in der Bewertung der Wertschöpfung: Beim nominalen Wachstum wird die Wertschöpfung über die Marktpreise bewertet, sodass eventuelle Änderungen der Marktpreise durch Inflation oder Deflation zu einem Anstieg bzw. Rückgang des Wachstums führen. Das reale Wachstum wird hingegen um die Preisveränderungen im Rahmen von Inflation/Deflation bereinigt – gemessen wird nach diesem Konzept also die eigentliche reale Leistungsentwicklung der Gesamtwirtschaft (Preisbereinigung).
absolut vs. relativ

Absolutes Wachstum beschreibt die Veränderung des Bruttoinlandsprodukts gegenüber dem Vorjahr. So betrug beispielsweise in Deutschland Mitte der 1950er Jahre das bereinigte Bruttoinlandsprodukt pro Kopf umgerechnet ca. 5000 Euro. Es steigerte sich pro Jahr um ca. 500 Euro pro Person. Relatives Wachstum beschreibt nun die Wachstumsrate, also etwa 10 Prozent. Anfang der neunziger Jahre war das BIP pro Kopf auf ca. 25.000 Euro angestiegen, die Wachstumsrate auf 2 % abgesunken. Dies entspricht einem absoluten Wachstum von unverändert 500 Euro pro Kopf. Die Wirtschaftsleistung stieg hier also nicht exponentiell (mit konstanter Wachstumsrate), sondern eher linear, wie auch in anderen industrialisierten Ländern.
extensiv vs. intensiv
Extensives Wachstum bezeichnet eine Zunahme des Bruttoinlandsprodukts eines Staates, aber nicht notwendigerweise eine Verbesserung der Güterversorgung pro Kopf der Bevölkerung, wenn das Bevölkerungswachstum größer als das Wirtschaftswachstum ist. Intensives Wachstum liegt vor, wenn das Pro-Kopf-Einkommen steigt, also die Wachstumsrate des BIP jene der Bevölkerung übersteigt. So kann bei einer schrumpfenden Bevölkerung mit wachsender Arbeitsproduktivität das Bruttoinlandsprodukt abnehmen, das Pro-Kopf-Einkommen (Wohlstand) jedoch zunehmen. Dies kann durch Steigerung der Arbeitsproduktivität erreicht werden, aber auch durch eine erhöhte Arbeitszeit: So ist das Bruttoinlandsprodukt je Einwohner der Vereinigten Staaten 26 % höher als in Deutschland, das Bruttoinlandsprodukt je Arbeitsstunde aber nur 6 % (Stand 2008).
quantitativ vs. qualitativ
Quantitatives Wachstum beschreibt ein rein mengenmäßiges Wirtschaftswachstum bzw. den politischen Versuch, „sämtliche wirtschaftlichen, sozialen und politischen Probleme vor allem mit Wirtschaftswachstum“ zu lösen. Qualitatives Wachstum bezeichnet eine Steigerung der Lebensqualität durch verbesserte Produktqualität/Dienstleistungsqualität, Vielfalt und industrieller Strukturwandel, die zur Mehrung des gesamtgesellschaftlichen Wohlstandes beiträgt, ohne die Umwelt übermäßig zu belasten.

## Bedeutung von Wirtschaftswachstum

### Messung der wirtschaftlichen Aktivität

Staaten nach Höhe des BIP pro Kopf (2015), siehe zugehörige Liste

Länder nach Rate des Wirtschaftswachstums 2017, siehe zugehörige Liste

Das reale Bruttoinlandsprodukt (BIP) wurde als ein wichtiger Indikator für die Konjunktur- und Geldpolitik konzipiert. Es misst die wirtschaftliche Leistung und damit die Fähigkeit eines Landes, materiellen Wohlstand zu schaffen. Das Bruttoinlandsprodukt pro Kopf gilt als wichtiger Indikator für den Wohlstand und die Lebensqualität der Bevölkerung eines Landes.

### Ziel der Wirtschaftspolitik

Sustainable Development Goals, Nummer 8: Menschenwürdige Arbeit und nachhaltiges Wirtschaftswachstum.

Wirtschaftswachstum hat sich nach dem Zweiten Weltkrieg als Hauptziel staatlicher Wirtschaftspolitik etabliert. Wachstum sorgt für eine größere Verteilungsmasse, so dass soziale Ziele leichter erreichbar sind, weshalb es von manchen Politikern als Allheilmittel propagiert wurde. In Deutschland ist ein stetiges und angemessenes Wirtschaftswachstum neben einem außenwirtschaftlichen Gleichgewicht, niedriger Arbeitslosigkeit und Stabilität des Preisniveaus als Eckpunkt des „magischen Vierecks“ im Stabilitäts- und Wachstumsgesetz (StabG) von 1967 als Staatsziel der Wirtschaftspolitik verankert (§ 1 StabG). Damit ist das Wirtschaftswachstum auch ein Rechtsbegriff. Auch der Stabilitäts- und Wachstumspakt der Europäischen Union hat das Ziel, Wirtschaftswachstum explizit zu fördern.
Ökonomen wie Benjamin M. Friedman betonen, dass Wirtschaftswachstum insbesondere in Entwicklungsländern neben der Anhebung des Lebensstandards politische und soziale Reformen fördert, wirtschaftliche Mobilität, Fairness und Toleranz ermöglicht und die Substanz der Demokratie bildet. Beispielsweise seien in den USA in Zeiten wirtschaftlicher Stagnation oder Schrumpfung (1880er-, 1890er-, 1920er-Jahre und nach der Ölkrise) vermehrt negative Einstellungen bezüglich Immigration sowie verstärkte rassistische und religiöse Vorurteile aufgetreten, während die Großzügigkeit gegenüber den Armen und die Stärke der Demokratie in diesen Zeiten abgenommen hätten. Friedman hält es für unzutreffend, zwischen moralischem und materiellem Fortschritt einen Zielkonflikt zu sehen.
Während über viele Jahrzehnte politisch Wirtschaftswachstum vor allem aus einer quantitativen Perspektive betrachtet wurde, wird inzwischen auch innerhalb der OECD ein stärkerer Fokus auf qualitatives Wachstum gesetzt, das eine Wohlstandsmehrung bei verringerter Belastung der Umwelt und geringerem Verbrauch begrenzter Rohstoffe ermöglichen soll. Laut der UNESCO beziehungsweise der Vereinten Nationen sind für qualitatives Wachstum zusätzlich besonders Kulturgutschutz, hochwertige Bildung, kulturelle Vielfalt und sozialer Zusammenhalt in bewaffneten Konflikten notwendig. Wachstum könne vom industriellen Sektor in den Dienstleistungs- und Informationsbereich verlagert werden (immaterielles Wachstum) sowie erschöpfliche Rohstoffe und Energieträger wie Erdöl durch erneuerbare Energien ersetzt werden. Aber auch durch umweltorientierten technischen Fortschritt, z. B. durch Recycling, Miniaturisierung oder innovative neue Produkte könne es „zu einer Entkopplung von Wachstum und der Nutzung natürlichen Kapitals bzw. der Natur als Senke kommen“. Wachstum müsse nicht zwangsläufig mit steigender Umweltverschmutzung einhergehen, denn das Wirtschaftswachstum in den fortgeschrittenen Industrienationen beruhe heutzutage eher auf einem Zuwachs an Dienstleistungen als einem Zuwachs an Waren und enthalte einen zunehmenden Anteil von Umwelttechnik. Es gäbe für Wirtschaftswachstum immer neue Ideen und Innovationen, die nie an ein Ende kommen würden. Menschliche Kreativität sei die ultimative Ressource und sorge bei ökologischen Knappheiten für Substitute.
Die Studienlage zu solch einer Umgestaltung der Wirtschaft hin zu grünem Wachstum ist uneindeutig. So kommt etwa eine Untersuchung des Deutschen Instituts für Wirtschaftsforschung im Auftrag der Heinrich-Böll-Stiftung zu dem Ergebnis, dass es einen signifikanten Trend zur Entkopplung von Wirtschaftswachstum, dem Verbrauch fossiler Energien und CO2-Emissionen im Energiesektor gibt. Ausgewertet wurden hierzu Daten von 34 Ländern über ein Vierteljahrhundert. Eine Meta-Studie des European Environmental Bureau kommt hingegen zu dem Ergebnis, dass es für eine Entkopplung von Umweltbelastung und Wirtschaftswachstum bislang keinen empirischen Beweis gebe. Die wenigen Untersuchungen, die eine Entkopplung zeigten, seien methodisch mangelhaft gewesen und hätten zudem lediglich eine temporär und räumlich begrenzte Entkopplung gezeigt, oder seien auf einige kurzlebige Schadstoffe begrenzt gewesen.:31

### Zusammenhang mit Beschäftigung (Arbeit)
Wirtschaftswachstum wird von den meisten Ökonomen als notwendig angesehen, um eine Erhöhung der Arbeitslosenquote zu vermeiden oder diese zu verringern. Einige Autoren bezeichnen diese Abhängigkeit sogar als politischen Wachstumszwang. Dies wird vor allem im Zusammenhang mit der sogenannten Beschäftigungsschwelle diskutiert, die anzugeben versuche, ab welchem Wirtschaftswachstum neue Arbeitsplätze entstünden. Ursache für die Existenz einer solchen Beschäftigungsschwelle sind zum Beispiel fortlaufende Rationalisierungsprozesse, durch die Arbeitskräfte freigesetzt werden. Um diesen permanenten Abbau auszugleichen, muss (bei gleich bleibendem Arbeitsangebot) die Wirtschaft wachsen. Diese Annahmen beruhen auf dem Okunschen Gesetz, das weiterhin impliziert, dass auch bei starkem Wachstum aufgrund der Verbesserung der Kapazitätsauslastung mit einem proportional geringeren Anstieg der Nachfrage nach Arbeitskräften gerechnet werden muss. Arthur Melvin Okun untersuchte empirisch den Zusammenhang zwischen Wirtschaftswachstum und Arbeitslosigkeit. Wirtschaftliche Erholungsphasen führten zu einem in den 1990er Jahren als „Beschäftigungsfreies Wachstum“ (englisch: jobless recovery oder jobless growth) bezeichneten Effekt: Erholung und Wachstum ohne Schaffung neuer Arbeitsplätze. Erklärungsversuche beziehen Faktoren ein wie Automatisierung, Steigerung der Produktivität der Arbeitnehmer aufgrund des Okunschen Gesetzes und Verlängerungen der tatsächlichen Arbeitszeiten. Die Beschäftigungsschwelle lag in Deutschland seit 1990 längere Zeit bei etwa 2 %. In der Folge sank sie 2005 auf 1 %. Durch die sogenannten Hartz-Reformen wurde von den meisten Ökonomen ein Absinken der Beschäftigungsschwelle erwartet, weil auch unattraktive Arbeit im Niedriglohnsektor und prekäre Arbeit angenommen würden.

### Wohlstandsindikator
Hohe Korrelation mit dem Index der menschlichen Entwicklung
Das Bruttoinlandsprodukt pro Kopf gilt als Indikator für den Wohlstand und die Lebensqualität der Bevölkerung eines Landes. Die Rangkorrelation zwischen BIP und dem Index der menschlichen Entwicklung (HDI), der zusätzlich zum Einkommen Indikatoren der Lebenserwartung und der Bildung erfasst, ist sehr hoch. Zwischen den im HDI festgehaltenen Indikatoren der Lebenserwartung und der Bildung besteht jeweils eine Korrelation um 0,8 mit der realen Kaufkraft je Einwohner. Tendenziell sind die Lebensbedingungen in einem Land umso besser, je größer die Wirtschaftskraft eines Landes ist. Bis zu einem Bruttoinlandsprodukt pro Kopf von etwa 20.000 US-Dollar gibt es eine starke Korrelation zwischen der Zufriedenheit der Bevölkerung verschiedener Länder und ihrem durchschnittlichen Einkommen.
Entkopplung von Wachstum und Lebensqualität?
Ob Wirtschaftswachstum oberhalb einer Schwelle noch hilfreich ist, um die Lebensqualität zu verbessern, ist umstritten. Bereits in den 1970er Jahren diskutierte Fred Hirsch die sozialen Grenzen des Wachstums, Tibor Scitovsky kritisierte die stagnierende Zufriedenheit bei steigendem Konsum als joyless economy (freudlose Wirtschaft), und Richard Easterlin veröffentlichte zum Easterlin-Paradox, wonach das Glücksempfinden nicht weiter zunimmt, wenn die grundlegenden menschlichen Bedürfnisse erfüllt sind. Demnach gäbe es also zumindest in den Industrieländern nur einen geringen Zusammenhang zwischen Wirtschaftswachstum und Glücksempfinden, denn das relative Einkommen (also der Vergleich zu Bewohnern desselben Landes) habe den größten Einfluss auf das Glücksempfinden. Wolfers und Stevenson widersprachen dieser These 2008 in einem Artikel, in dem sie Daten zu Glück und Einkommen zwischen reich und arm innerhalb einer Gesellschaft, zwischen armen und reichen Ländern und intertemporal verglichen und nur geringe Unterschiede feststellten. In Ländern wie Japan oder Europas wuchs die subjektive Zufriedenheit zusammen mit dem durchschnittlichen Pro-Kopf-Einkommen. Auch war der Zuwachs von Glück größer, wenn das Einkommenswachstum größer war. Hingegen betonten beispielsweise Richard G. Wilkinson und Kate Pickett in ihrer Studie The spirit level wieder die zentrale Bedeutung ungleicher Einkommens- und Vermögensverteilung für gesellschaftliche Probleme.
Alternative Wohlstandsindikatoren
Daher werden das Bruttoinlandsprodukt als alleiniger Wohlstandsindikator und Wachstum als angemessenen politisches Ziel angezweifelt. Es messe weder die Einkommensverteilung in einem Land (wenn wenige Reiche reicher würden und viele Arme arm blieben oder sogar ärmer würden, könnte dennoch die Wirtschaft ein Wachstum verzeichnen) noch die Gewichtung des privaten Verbrauchs, die Hausarbeit, ehrenamtliche Tätigkeiten, die Zugangsmöglichkeiten und Qualität des Gesundheits- und des Bildungswesens, die Kriminalitätsrate, Suchterkrankungen, Umweltbelastungen und deren mögliche Folgekosten usw. Daher wurden eine Vielzahl von alternativen/ergänzenden Wohlstandsindikatoren entwickelt, beispielsweise die W3-Indikatoren der von 2011 bis 2013 tagenden Enquete-Kommission Wachstum, Wohlstand, Lebensqualität des Deutschen Bundestags. Die Vereinten Nationen nutzen den Index der menschlichen Entwicklung zur Messung des qualitativen Wachstums. Hierbei wird nicht nur das Bruttoinlandsprodukt pro Kopf, sondern auch die Lebenserwartung und die Dauer der Ausbildung betrachtet.
Zudem misst das BIP dem Umweltschutz und Gesundheit keinen direkten Wert zu und kann nicht nach dem Kriterium Umweltschutz differenzieren. Das BIP ärmerer Regionen wächst beispielsweise schneller, nachdem es nach einem Anschluss an Chinas Schnellstraßensystem mehr umweltverschmutzende Produktionsstätten anzieht. BIP ist kein Werkzeug oder Konstrukt, das fähig ist zu erkennen wie viel Naturkapital ein Wirtschaftsakteur aufbaut, schützt oder schädigt.

### Wachstumskritik

Einige planetare Grenzen sind überschritten.

#### Ökologische Grenzen
Spätestens seit dem Bericht Die Grenzen des Wachstums an den Club of Rome wird diskutiert, ob unbegrenztes Wirtschaftswachstum möglich und sinnvoll ist. Im Wesentlichen gibt es hier zwei Positionen. Die eine Position behauptet die Existenz prinzipieller ökologischer Grenzen des Wachstums. Die natürlichen Ressourcen (Rohstoffe und Energiequellen) des „Raumschiffs Erde“ und die Aufnahmefähigkeit der Ökosysteme („planetare Grenzen“) seien beschränkt und daher sei eine Verringerung des Wachstums bis hin zu einer stationären Wirtschaft oder sogar Schrumpfung nötig. Quantitatives Wachstum sei ohnehin nicht beliebig möglich, aber auch grünes Wachstum müsse an ein Ende kommen, weil sich die ökologische Belastung und der Rohstoffverbrauch nicht ausreichend von der wirtschaftlichen Aktivität entkoppeln ließe. Die sozialen Probleme müssten daher anders als mit Wirtschaftswachstum gelöst werden. In einigen insbesondere europäischen Ländern hat sich ausgehend von Frankreich eine wachstumskritische Bewegung als soziale Bewegung etabliert.

#### Wachstum als Ziel überwinden
Die politische Fokussierung auf Wirtschaftswachstum wird manchmal auch als Fetisch, Heiliger Gral, Ideologie:48 oder Wachstumsmanie (englisch growthmania) bezeichnet.:3 Die kritiklos positive Einstellung gegenüber Wachstum und Fortschritt wird u. a. auf die calvinistische Prädestinationslehre zurückgeführt, die den wirtschaftlichen Erfolg als Weg zu Gottes Liebe deklariert. In der frühmodernen Wirtschaftstheorie des Merkantilismus erkannte man das Wirtschaftswachstum als Ausdruck für politische Macht: Technik und Gewerbe wurden gefördert und gewannen an sozialer Achtung. In der anschließenden Epoche der Industrialisierung sei so eine moderne Ideologie entstanden: unbegrenztes Wirtschaftswachstum als zentrales Ziel aller Wirtschaftspolitik. Stattdessen wird eine politische Neuorientierung zu mehr Genügsamkeit gefordert.

#### Überwindung der Wachstumszwänge moderner Gesellschaften
Die These des Wachstumszwangs besteht darin, dass moderne Gesellschaften nur mit Wirtschaftswachstum stabilisiert werden könnten. Die Alternative zu Wachstum sei keine stabile stationäre Wirtschaft, sondern unkontrollierte Schrumpfung oder ein inakzeptabler Anstieg der Arbeitslosigkeit. Daher wird untersucht, wie diese Zwänge überwunden werden können. Die genaue Umsetzung ist innerhalb der wissenschaftlichen Auseinandersetzung der Wachstumskritik und der wachstumskritischen Bewegung umstritten – sie reicht von konservativer Kulturkritik über sozialreformerischen und ökologischen Linksliberalismus, Forderungen nach individueller Genügsamkeit (Suffizienz) und Selbstversorgung bis hin zu scharfer Kapitalismuskritik.

#### Kritikpunkte an der Messmethode des Bruttoinlandsprodukts
Soweit Wirtschaftswachstum als Wachstum des Bruttoinlandsprodukts verstanden wird, übertragen sich die Kritikpunkte am Bruttoinlandsprodukt auch auf das Wachstum: So gehen nur die am Markt erzielten Umsätze ein. Die BIP-Metrik passt sich daher nicht an soziotechnologische Veränderungen an. Beispielsweise bildet es nicht den Wert der Produktion kostenfreier Informationen und Entertainment im Internet ab. Auch unbezahlte Arbeit etwa zur Entwicklung von freier Software, welche vermarktete Software ersetzen kann und eindeutig wirtschaftlichen Wert habe, werde nicht erfasst.

## Wachstumstheorie
Die Wachstumstheorie ist der Zweig der Volkswirtschaftslehre, der sich mit der Erklärung der Ursachen von Wirtschaftswachstum bzw. des Pro-Kopf-Einkommens befasst. Zu diesem Zweck haben die unterschiedlichen ökonomischen Schulen verschiedene mathematische Modelle und Konzepte entwickelt. Zu den bekanntesten frühen Modellen gehören das 1939 bzw. 1946 veröffentlichte, Keynesianisches Harrod-Domar-Modell, das 1956 veröffentlichte, neoklassische Solow-Swan-Modell und das 1965 etablierte neoklassische Ramsey–Cass–Koopmans Modell, dessen Grundideen bereits 1928 veröffentlicht wurden. Seit Mitte der 1980er Jahre wurden Endogene Wachstumsmodelle wie das AK-Modell entwickelt.

### Produktionsfaktoren und Wachstumsbuchhaltung
Die neoklassische Wachstumstheorie erklärt Wirtschaftswachstum aus der Zunahme von Produktionsfaktoren – die Berechnung des Beitrags der einzelnen Faktoren zum Wachstum wird als Wachstumsbuchhaltung bezeichnet. Die klassische Nationalökonomie betrachtete die Produktionsfaktoren Boden, Arbeit und Kapital. Seit Beginn des 20. Jahrhunderts wurde der Boden meist zum Kapital gerechnet und nur von zwei Produktionsfaktoren ausgegangen. Kapital umfasst die produzierten Vermögensgüter, die in der Produktion eingesetzt werden (z. B. Maschinen, Bürogebäude oder Humankapital). Kapital kann als Kapitalstock akkumuliert werden und das Produktionspotenzial erhöhen. Wie groß der Beitrag der einzelnen Produktionsfaktoren zum Wachstum tatsächlich ist, hängt dabei von der Produktionselastizität ab. Die Wachstumsanteile, die nicht der Zunahme der Produktionsfaktoren zugeschrieben werden können, werden als totale Faktorproduktivität bezeichnet und zumeist dem technischen Fortschritt zugeschrieben. Andere Ökonomen betonen die Bedeutung von Natur und Rohstoffen.
Die Länder, die in den Jahren 1960–1965 ein durchschnittlich höheres Niveau bei der Produktivität erreicht haben, hatten im Jahr 1990 auch das größte Pro-Kopf-Einkommen. Die Steigerung der Produktivität wurde zum expliziten Ziel der Wirtschaftspolitik. Die USA, Frankreich, Deutschland, Japan und Großbritannien – fünf der reichsten Länder – geben für Forschung und Entwicklung 2 bis 3 Prozent ihres BIP aus. Auf diese Weise erhöhen sie ihre Chance, neue, bessere Produkte zu entwickeln und dadurch die Produktivität der Beschäftigten zu steigern.

### Institutionelle Rahmenbedingungen
Im Ländervergleich des Nachkriegswachstums zeigte sich ein sehr großer Einfluss des politischen, institutionellen und sozialen Rahmens auf das längerfristige Wirtschaftswachstum. Ökonomen wie Douglass North betonen, dass die historische Entwicklung verschiedener Volkswirtschaften stark von Institutionen abhängig sind. Dieser institutionelle Rahmen beeinflusst die Spar- und Investitionsquote (Kapital). Im Vergleich von Volkswirtschaften stellen sich dabei die Fragen:
- Warum sind Arbeiter in manchen Ländern besser qualifiziert als in anderen?
- Warum sind Sparquote und Investitionen in manchen Ländern höher als in anderen?
- Warum nutzen manche Länder Ressourcen sorgsamer?
- Warum ist in manchen Ländern die Innovationsrate höher?
- Warum ist die Produktivität in manchen Ländern höher?

Bei der Betrachtung der Kolonialgeschichte deutet eine große empirische Evidenz auf die überragende Bedeutung robuster Eigentumsrechte hin. Die Beschränkung des Zugriffs von Politikern und gesellschaftlichen Eliten auf das Eigentum und ein glaubwürdiger Schutz vor Enteignung korrelieren mit einer deutlich höheren Spar- und Investitionsquote sowie einem deutlich höheren Wirtschaftswachstum. Als entscheidend haben sich außerdem institutionelle langandauernde kontinuierliche Rahmenbedingungen wie Rechtssicherheit (unabhängige und effektive Gerichte bzw. Verwaltung, Verhinderung von Korruption und Geldwäsche, Vertrags- bzw. Registersicherheit), öffentliche Sicherheit und Forschung herausgestellt. Als programmatische Schwerpunkte für Wirtschaftswachstum und positive langanhaltende Entwicklung von Gemeinwesen gelten Währungs- und Finanzstabilität, solider Rechtsrahmen (Sicherung der Eigentumsrechte, Vertrags- und Registersicherheit, Gläubigerschutz), umsichtige Deregulierung und Liberalisierung des Finanzsektor, Kapitalverkehrsliberalisierung mit Wechselkursflexibilität, robuste Banken, zielgenaue Finanzpolitik (Wertpapiermärkte, staatliches Schuldenmanagement), stabile und effiziente Zahlungsverkehrs- und Settlementsysteme und die Implementierung von Standards und Kodizes. Politische Stabilität, Rechtssicherheit und Schutz geistigen Eigentums werden international gerade bei innovativen Unternehmen, beim E-Business, bei IT-Unternehmen und diesbezüglichen Start-up-Unternehmen als maßgebliche Rahmenbedingungen des Unternehmenswachstums wahrgenommen. Laut der UNESCO beziehungsweise der UNO sind auch grundsätzlich für nachhaltiges Wirtschaftswachstum besonders Kulturgutschutz wie auch die Erhaltung der gewachsenen kulturellen Vielfalt notwendig.

### Wirtschaftswachstum aus systemtheoretischer Sicht

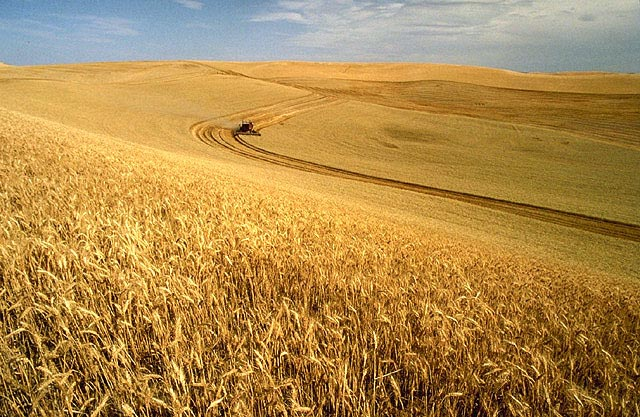
Industrielle Agrarsysteme, die mit enormem Aufwand betrieben werden, eignen sich zur Erforschung des Wirtschaftswachstums aus systemtheoretischer Sicht.

Laut der Systemtheorie unterliegt die Wirtschaft als funktionales Gebilde aus agierenden und reagierenden Elementen mit zwischen ihnen ablaufenden Vorgängen gewissen Gesetzmäßigkeiten, wie sie bei natürlichen Systemen zu beobachten sind. Systemtheoretiker wie Talcott Parsons und Niklas Luhmann haben sich damit befasst, dieses Wissen auf Wirtschaftssysteme zu übertragen.
Niklas Luhmann sieht im Wirtschaftswachstum eine Wunschvorstellung, welche die „unsichtbare Hand“ bereits im 18. Jahrhundert als Fortschrittsgarantie zur „Invisibilisierung“ des Knappheitsparadoxons einsetzte: Wirtschaft gibt es nach Luhmann nicht damit Menschen Zugriff auf knappe Güter haben, sondern sie erschafft sich aus sich selbst heraus, indem sie laufend Bedürfnisse erzeugt und befriedigt, die sie in Gang halten. Die Notwendigkeit des Wirtschaftswachstums als „Bedingung gesellschaftlicher Stabilität“ betrachtet Luhmann als eine Suggestion für Politiker und die Öffentlichkeit. Die Suggestion funktioniere, da hier „mit zeitlicher Asymmetrie spekuliert“ werde, d. h., es werden Ressourcen in der Gegenwart genutzt, für die kommende Generationen in der Zukunft zahlen müssen. Wenn das nicht mehr möglich sei, müsse man sich mit den externen Kosten und ökologischen Folgen auseinandersetzen. Wirtschaftswachstum, das absehbar nur kurzfristig stattfinde und die Lebensressourcen der nachfolgenden Generationen übermäßig verknappe, könne die gesellschaftliche Stabilität beeinträchtigen. Dies könne bereits in der Gegenwart zu größeren Generationenkonflikten und zukünftig zu existentiellen Problemen führen.
Auffällig ist in diesem Zusammenhang das Phänomen des exponentiellen Wirtschaftswachstums. Frederic Vester hat sich intensiv damit befasst. Zuerst definierte er „normales Wachstum“ in lebenden Systemen: Es erfolge immer nur in einer kurzen Phase, die durch negative Rückkopplungsmechanismen begrenzt wird. Im darauffolgenden, stationären Zustand könnten Umstrukturierungen erfolgen, bevor ggf. erneutes Wachstum ohne schädliche Folgen für das System ermöglicht werde. Vester weist an Beispielen nach, dass dieses Verhalten auch für komplexe Systeme gilt, in denen menschliches Handeln ein wesentlicher Faktor ist, also z. B. für Landnutzungs-Systeme. Wird hierbei jedoch durch menschliches Fehlverhalten die vorgenannte Wachstumsregulierung außer Kraft gesetzt, kann zwar noch weiteres exponentielles Wachstum erzwungen werden, das aber bei ungebremster Weiterentwicklung abrupt abbrechen und zum Zusammenbruch des Systems führen könnte. Jeder Eingriff an einer Komponente könne vielfältige Wirkungen auslösen, die nicht beabsichtigt und schwer vorhersehbar seien und zu irreversiblen Entwicklungen führe. Dies sei oft der Fall, wenn gleichzeitig zu hohe Anforderungen und zu abrupte Maßnahmen zur Ertragssteigerung an moderne agrarische Systeme gestellt würden. Traditionelle Agrarsysteme haben sich hingegen über lange Zeiträume hin kontinuierlich entwickelt. Da ihre Betreiber auf deren Überlebensfähigkeit bedacht sind, dürften sie einen systemgerechten Umgang mit einem „natürlichen Wachstum“ beherrschen.